# La muerte de Viriato, jefe de los lusitanos
La muerte de Viriato, jefe de los lusitanos es un cuadro del pintor José de Madrazo, realizado en 1807, que se encuentra en el Museo del Prado. Fue realizado durante la estancia del pintor en Roma, pensionado por Carlos IV.

## El tema

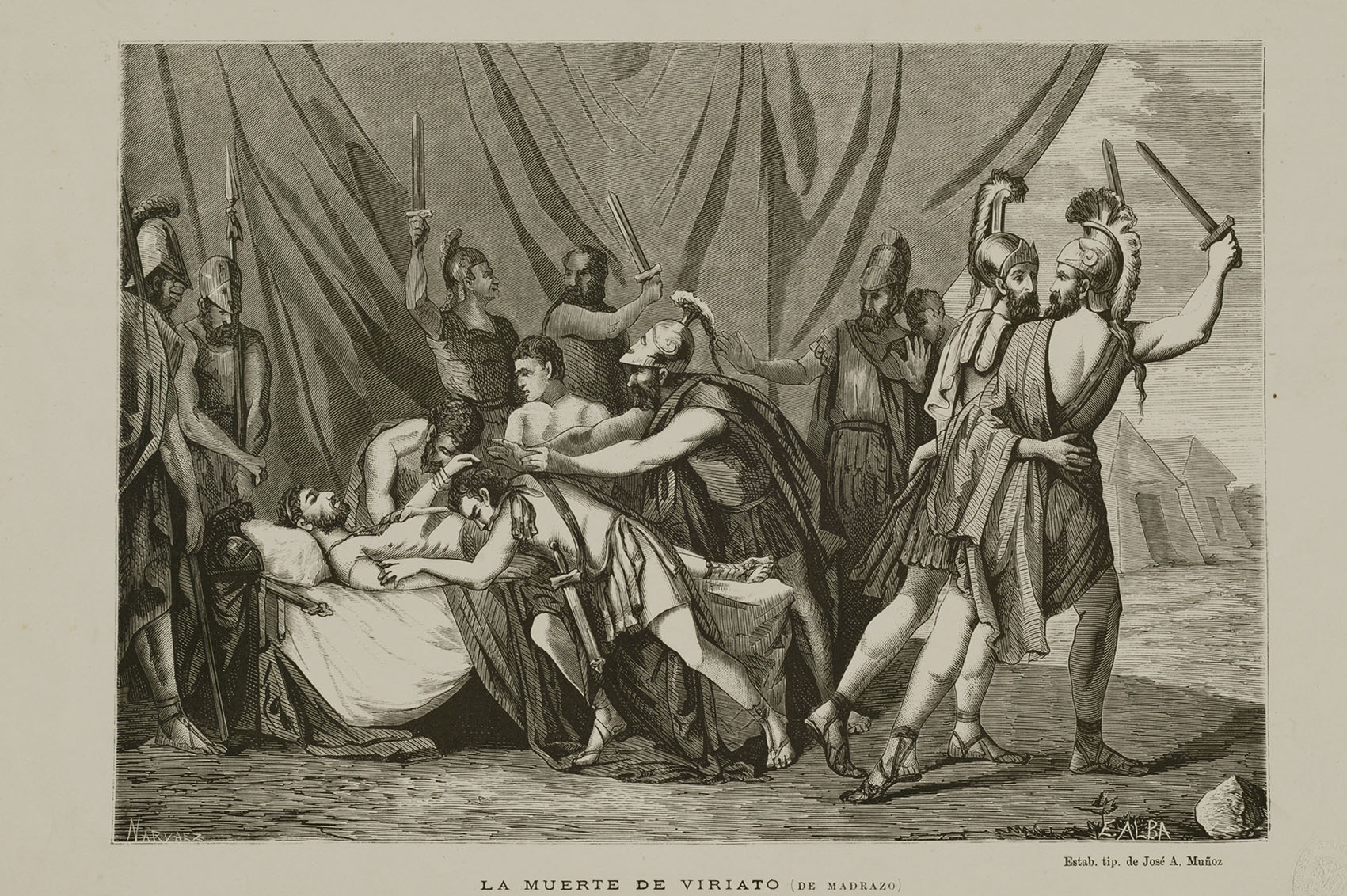
Dibujo del cuadro, por Catalina Narváez

Esta obra maestra del pintor español representa la muerte de Viriato, caudillo de los lusitanos, que fue asesinado a traición en el año 139 a. C. por varios de sus hombres con el apoyo de aristócratas locales y posiblemente con la aprobación o participación en el crimen de los romanos, que luchaban contra el líder del pueblo prerromano. Se nota la influencia de su formación en París junto al gran maestro neoclásico Jacques-Louis David (1748-1825), reforzada por su estancia en Roma al ser testigo directo de los vestigios del esplendor de la Antigüedad clásica.
Madrazo realiza una monumental obra en la que el protagonista yace en su lecho, asesinado, junto a sus generales y otros allegados, con sus armas en una mesilla, y los trofeos e insignias ganados a los romanos. Se convierte así en el ejemplo primigenio de pintura histórica hispana realizada durante el siglo XIX para desarrollar episodios históricos ocurridos en suelo peninsular. El objetivo de ensalzar la resistencia patria frente al invasor externo parece claro, en un contexto en el que Madrazo se oponía firmemente a la invasión napoleónica de España.
Existen otras obras de la misma temática, como por ejemplo La muerte de Viriato (1890), de José Villegas Cordero.